# Zakarya Bergdich
Zakarya Bergdich (in arabo زكريا بركديش‎?; Parigi, 7 gennaio 1989) è un ex calciatore francese naturalizzato marocchino, di ruolo difensore o centrocampista.

## Caratteristiche tecniche
Terzino sinistro, può schierarsi anche come esterno sulla medesima fascia.

## Carriera

### Club
Cresce nelle giovanili del RC Strasburgo prima e del US Créteil-Lusitanos poi, e nel 2009 passa all'Alfortville.
La stagione successiva si trasferisce al Lens dove pian piano diventa titolare e colleziona, in tre stagioni, 51 presenze e 1 gol.
Nel 2013 viene ceduto alla formazione spagnola del Real Valladolid, dove resta due stagioni raccogliendo complessivamente 43 presenze con 5 gol tra campionato e Coppa del Re.
Il 2 febbraio 2015 viene ufficializzato il suo trasferimento in prestito alla squadra italiana del Genoa. Il 15 febbraio fa il suo esordio in maglia rossoblù in occasione della vittoria casalinga per 5-2 contro l'Hellas Verona.

### Nazionale
Dopo aver collezionato 3 presenze con la nazionale Under-21, prende parte, nel 2011, al campionato africano Under-23, dove arriva in finale perdendo contro i pari età del Gabon. Sempre con la nazionale olimpica nel 2012 partecipa alle Olimpiadi di Londra.
Con la nazionale maggiore fa il suo esordio il 29 febbraio 2012, in occasione della partita amichevole vinta 2-0 contro il Burkina Faso.

## Statistiche

### Cronologia presenze e reti in nazionale
| Cronologia completa delle presenze e delle reti in nazionale ― Marocco | Cronologia completa delle presenze e delle reti in nazionale ― Marocco | Cronologia completa delle presenze e delle reti in nazionale ― Marocco | Cronologia completa delle presenze e delle reti in nazionale ― Marocco | Cronologia completa delle presenze e delle reti in nazionale ― Marocco | Cronologia completa delle presenze e delle reti in nazionale ― Marocco | Cronologia completa delle presenze e delle reti in nazionale ― Marocco | Cronologia completa delle presenze e delle reti in nazionale ― Marocco |
| Data                                                                   | Città                                                                  | In casa                                                                | Risultato                                                              | Ospiti                                                                 | Competizione                                                           | Reti                                                                   | Note                                                                   |
| ---------------------------------------------------------------------- | ---------------------------------------------------------------------- | ---------------------------------------------------------------------- | ---------------------------------------------------------------------- | ---------------------------------------------------------------------- | ---------------------------------------------------------------------- | ---------------------------------------------------------------------- | ---------------------------------------------------------------------- |
| 29-2-2012                                                              | Marrakech                                                              | Marocco                                                                | 2 – 0                                                                  | Burkina Faso                                                           | Amichevole                                                             | -                                                                      |                                                                        |
| 25-5-2012                                                              | Marrakech                                                              | Marocco                                                                | 0 – 1                                                                  | Senegal                                                                | Amichevole                                                             | -                                                                      |                                                                        |
| 2-6-2012                                                               | Banjul                                                                 | Gambia                                                                 | 1 – 1                                                                  | Marocco                                                                | Qual. Mondiali 2014                                                    | -                                                                      |                                                                        |
| 9-6-2012                                                               | Marrakech                                                              | Marocco                                                                | 2 – 2                                                                  | Costa d'Avorio                                                         | Qual. Mondiali 2014                                                    | -                                                                      |                                                                        |
| 15-8-2012                                                              | Rabat                                                                  | Marocco                                                                | 1 – 2                                                                  | Guinea                                                                 | Amichevole                                                             | -                                                                      |                                                                        |
| 9-9-2012                                                               | Maputo                                                                 | Mozambico                                                              | 2 – 0                                                                  | Marocco                                                                | Qual. Coppa d'Africa 2013                                              | -                                                                      | 46’                                                                    |
| 13-10-2012                                                             | Marrakech                                                              | Marocco                                                                | 4 – 0                                                                  | Mozambico                                                              | Qual. Coppa d'Africa 2013                                              | -                                                                      |                                                                        |
| 14-11-2012                                                             | Casablanca                                                             | Marocco                                                                | 0 – 1                                                                  | Togo                                                                   | Amichevole                                                             | -                                                                      | 79’                                                                    |
| 8-1-2013                                                               | Johannesburg                                                           | Zambia                                                                 | 0 – 0                                                                  | Marocco                                                                | Amichevole                                                             | -                                                                      | 46’                                                                    |
| 23-1-2013                                                              | Durban                                                                 | Capo Verde                                                             | 1 – 1                                                                  | Marocco                                                                | Coppa d'Africa 2013 - 1º turno                                         | -                                                                      |                                                                        |
| 27-1-2013                                                              | Durban                                                                 | Sudafrica                                                              | 2 – 2                                                                  | Marocco                                                                | Coppa d'Africa 2013 - 1º turno                                         | -                                                                      | 63’                                                                    |
| 24-3-2013                                                              | Dar-es-Salaam                                                          | Tanzania                                                               | 3 – 1                                                                  | Marocco                                                                | Qual. Mondiali 2014                                                    | -                                                                      |                                                                        |
| 8-6-2013                                                               | Marrakech                                                              | Marocco                                                                | 2 – 1                                                                  | Tanzania                                                               | Qual. Mondiali 2014                                                    | -                                                                      | 62’                                                                    |
| 15-6-2013                                                              | Marrakech                                                              | Marocco                                                                | 2 – 0                                                                  | Gambia                                                                 | Qual. Mondiali 2014                                                    | -                                                                      |                                                                        |
| 14-8-2013                                                              | Tangeri                                                                | Marocco                                                                | 1 – 2                                                                  | Burkina Faso                                                           | Amichevole                                                             | -                                                                      |                                                                        |
| 7-9-2013                                                               | Abidjan                                                                | Costa d'Avorio                                                         | 1 – 1                                                                  | Marocco                                                                | Qual. Mondiali 2014                                                    | -                                                                      |                                                                        |
| 11-10-2013                                                             | Agadir                                                                 | Marocco                                                                | 1 – 1                                                                  | Sudafrica                                                              | Amichevole                                                             | -                                                                      |                                                                        |
| 3-9-2014                                                               | Casablanca                                                             | Marocco                                                                | 0 – 0                                                                  | Qatar                                                                  | Amichevole                                                             | -                                                                      | 54’                                                                    |
| 7-9-2014                                                               | Marrakech                                                              | Marocco                                                                | 3 – 0                                                                  | Libia                                                                  | Amichevole                                                             | -                                                                      | 84’                                                                    |
| Totale                                                                 |                                                                        | Presenze                                                               | 19                                                                     |                                                                        | Reti                                                                   | 0                                                                      |                                                                        |